# 1835
Cette page concerne l'année 1835 (MDCCCXXXV en chiffres romains) du calendrier grégorien.
L'année 1835 est une année commune qui commence un jeudi.

## Événements
- 1er février : la compagnie britannique des Indes orientales achète Darjeeling au roi du Sikkim pour 3 milles roupies par an[1]. La culture du thé commence au confluent du Brahmapoutre et de la rivière Kundil.
- 2 février : rapport sur l’éducation (Minute on Education) de Thomas Babington Macaulay. Grâce à son action, l’anglais devient la langue de l’enseignement supérieur par décision du Conseil supérieur de l’Inde (résolution du 7 mars 1835 du gouverneur général William Bentinck)[2].
- 26 juin : le Premier ministre perse Qá'im Maqam (en) est exécuté sur ordre de Mohammad Shah Qajar. Hajji Mirza Aghasi, ancien tuteur du chah, méfiant à l’égard des Européens, lui succède (fin en 1848)[3].
- 29 août : la ville de Melbourne est fondée dans le Sud de l'État de Victoria en Australie[4].
- 16 novembre : passage de la comète de Halley[5].

- Chine : insurrection armée déclenchée par Cao Shun, chef de la société secrète Premier Ciel[6]. Après avoir tué le gouverneur de Zhaocheng, les révoltés se divisent pour attaquer simultanément Huoxian, Linfen et plusieurs autres endroits du Shanxi. La dispersion des rebelles facilite le rétablissement de l’ordre par les troupes impériales.

### Afrique
- 1er janvier : Joseph Dunwell arrive à Cape Coast. La Wesleyan Missionary Society s’installe en Gold Coast[7].
- 1er mars : la reine Ranavalona publie un édit limitant strictement les activités des étrangers à Madagascar et interdisant la pratique du christianisme aux Malgaches[8].
- 6 mai : accord entre le roi des Zoulous Dingaan et les Britanniques[9]. Il prévoit le renvoi dans leur pays des Zoulous réfugiés au Natal ; Dingaan, en échange, accepte d’accueillir des colons et des missionnaires. Ces derniers, anglais ou américains, multiplient les stations en pays zoulou entre 1836 et 1838.
- Juillet : début du Grand Trek des Boers en Afrique du Sud (fin en 1837). Louis Trichardt avec une trentaine de personnes, femmes et enfants compris rejoint Hans van Rensburg qui dirige un groupe de 49 personnes sur la rivière Caledon. Celle première colonne est décimée par la malaria et par les guerriers bantou[10]. Six mille Boers migrent vers le nord à partir de Graaff-Reinet pour fuir la civilisation mercantile des Britanniques du Cap. Sur les 66 000 blancs que compte la colonie du Cap en 1835, 14 000 environ suivront, en dix ans, la migration des Voortrekkers.
- 17 septembre : un traité met fin à la sixième guerre cafre[11]. Le district de Victoria et la province d'Adélaïde sont annexés par les Britanniques.
- 19 novembre, jour marqué par une éclipse de soleil : le chef zoulou dissident Zwangendaba (en) passe le Zambèze[12] après avoir migré trois mille kilomètres vers le nord avec ses troupes ngoni et détruit le royaume rozoui de Zimbabwe, depuis longtemps tombé en décadence. Il ravage la région pour arriver au Malawi en 1836 où ses guerriers s’établiront en grand nombre à sa mort en 1845. Le reste de la troupe continue sa marche vers nord, en évitant l’affrontement direct avec les États les mieux organisés (Bemba, Kazembe et Kamanga). Entre 1836 et le milieu du siècle, ils s’installent dans l’ouest et le centre de la Tanzanie actuelle.

- Début du règne d’Omar, fils d’El-Kanemi, sultan du Bornou (mort en 1881)[13].
- Début du règne de Nyabongo II Mugenyi, omukama du Bounyoro (fin en 1848)[14].
- Abandon d’Oyo menacée par les Peuls[15].

#### Afrique du Nord
- 20 mai : le bey Mustapha monte sur le trône de Tunis (fin de règne en 1837)[16]. Les Britanniques pensent pouvoir jouer un rôle plus important en Tunisie. Mais le bey, menacé par la Porte dans son indépendance, accepte l’intervention de la flotte française pour éviter que les Turcs ne débarquent.
- 26 mai : administration directe de la Libye par les Ottomans à la fin du règne des Karamanli, qui sont destitués[17]. Le pays connaît une grande instabilité administrative avec 33 gouverneurs entre 1835 et 1911.
- 16 juin : traité du camp des Figuiers (Valmy) entre le général Camille Trézel et les chefs des Douairs et des Zmélas qui se sont déclarés contre l’émir Abd el-Kader et se mettent sous la souveraineté de la France. Le traité de 1834 entre la France et Abd el-Kader est rompu, et les hostilités reprennent le 22 juin[18]. Le général Camille Trézel, qui succède à Desmichels décide de marcher sur Mascara, siège du gouvernement de l’émir.
- 26 juin : bataille de Sig, dans la forêt de Mousa-Ismaël, entre Abd el-Kader et les Français. Trézel est contraint de se replier sur Arzew[18].
- 28 juin : une embuscade tendue par Abd el-Kader au défilé de la Macta fait 500 victimes parmi les soldats français du général Trézel. La France envoie des renforts qui arrivent à Arzew le 3 juillet. Trézel est destitué par le comte d’Erlon[18].
- 8 juillet : le maréchal Bertrand Clauzel est nommé gouverneur général de l’Algérie française à Oran (fin le 12 février 1837) ; il arrive à Alger le 10 août[19]. En décembre, il occupe Mascara, la capitale de l’émir.
- 26 novembre : expédition de Mascara[19].
- 28 novembre : les Français repoussent une attaque de Bougie par les Kabyles[20].
- 3 décembre : Abd el-Kader attaque l’armée de Clauzel à la bataille de l'Habrah, mais doit se replier[21].
- 5 décembre : l’armée française entre dans Mascara abandonnée par ses habitants, puis pillée et incendiée sur ordre d’Abd el-Kader. Elle quitte la ville le 8 décembre après avoir rétabli le caïd Ibrahim[19].

### Amérique
- 6 janvier : début du soulèvement révolutionnaire des Cabanagem à Belém, dans la région du Pará au Brésil (fin en 1840)[22].
- 18 janvier : victoire des troupes gouvernementales équatoriennes sur les rebelles restauradores à la bataille de Miñarica[23].
- 30 janvier : tentative d’assassinat contre le président des États-Unis Andrew Jackson au Capitole[24].

- 1er mars : le conservateur Manuel Oribe devient présidents de l'Uruguay[25].
- 7 mars : second gouvernement de Manuel de Rosas en Argentine. Il instaure une dictature de fer en s’appuyant sur les caudillos provinciaux et en justifiant l’absence de gouvernement central au nom du fédéralisme[26].
- 19 septembre : début de la Révolution des Farroupilha au Rio Grande do Sul, dans le Sud du Brésil (fin en 1845)[27].
- 2 octobre : bataille de Gonzales. La révolution des colons américains contre le pouvoir mexicain commence au Texas[28].
- 28 octobre : victoire des Texans à la bataille de Concepción[29].
- 7 novembre, Texas : l’assemblée de San Felipe adopte une résolution pour le retour à la Constitution fédérale de 1824 et appelle les autres États mexicains à résister à la dictature de Santa Anna[28]. Mise en place d’un gouvernement provisoire dirigé par Henry Smith (12 novembre).
- 8 novembre : les troupes du général mexicain Martín Perfecto de Cos sont assiégées à Béxar par les insurgés texans[28].
- 27 novembre : victoire des Texans au Grass Fight[29].
- 9 décembre : les Texans prennent Béxar (San Antonio)[29].

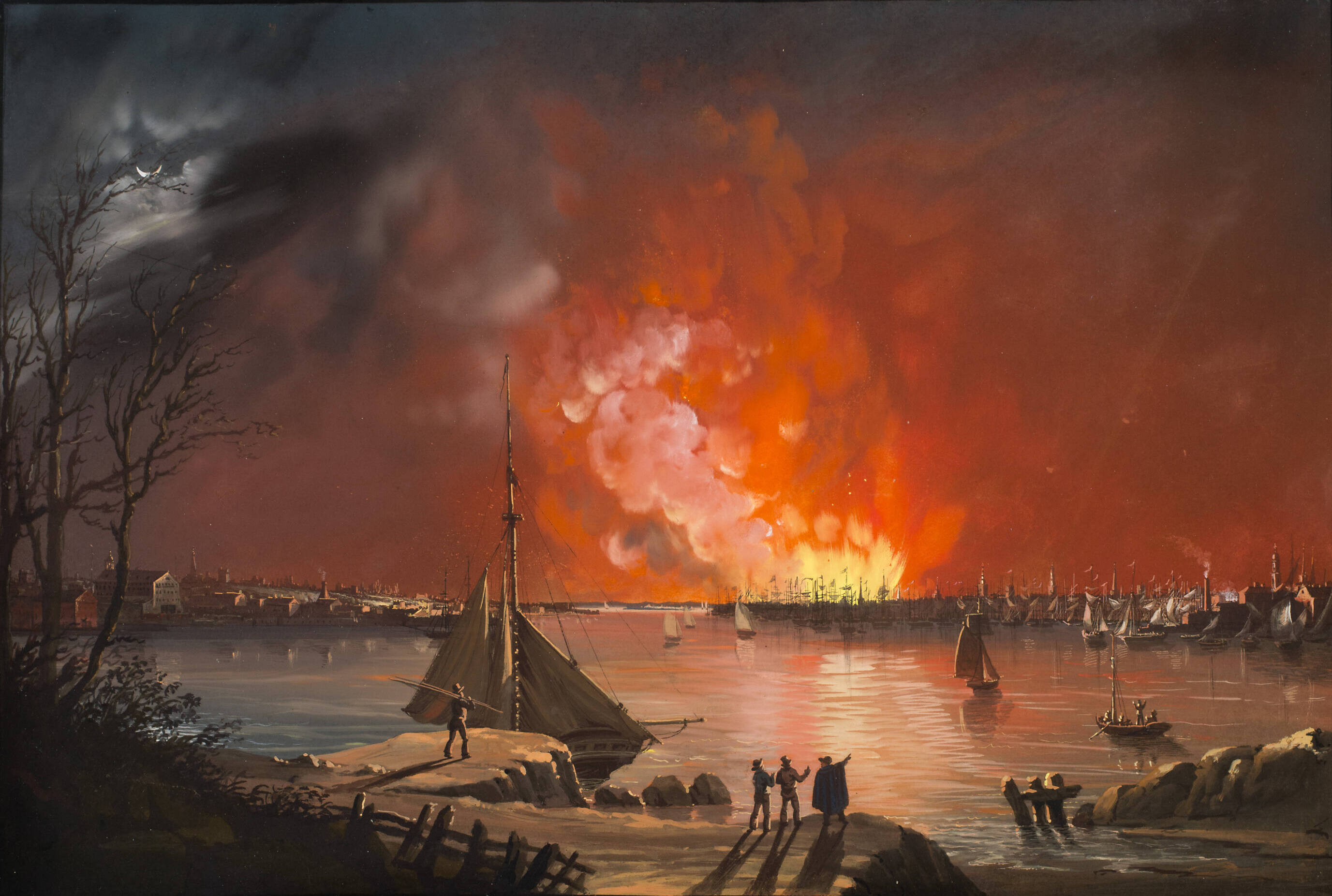
16 décembre : grand Incendie de New York

- 16 décembre : grand incendie à New York qui ravage la ville[30].
- 28 décembre : massacre de Dade. Début de la seconde guerre séminole (fin en 1842)[31].
- 29 décembre : une minorité de Cherokees est sommée de signer le traité de déplacement de New Echota (Géorgie)[32].

### Europe
- 1er janvier : entrée en vigueur du Recueil complet des lois russes, réalisé par Speranski qui remplace l’Oulojénié du tsar Alexis (1649)[33].
- 2 janvier : Neofit Rilski ouvre à Gabrovo, près de Sofia, la première école dispensant un enseignement en Bulgare[34]. Les fonds viennent d’Odessa où la diaspora sofiote compte de nombreux représentants. La Russie encourage l’affirmation de l’identité bulgare pour miner l’autorité ottomane.
- 6 janvier : Ljudevit Gaj (1809-1872) publie un journal, les Nouvelles croates (Novine Horvatske), devenu plus tard les Nouvelles populaires illyriennes qui prône le rassemblement de tous les Slaves du Sud au sein d’un État commun[35]. Il réforme l’orthographe du croate pour le rapprocher du serbe, offrant une langue littéraire commune aux deux peuples.
- 2 mars : début du règne de Ferdinand Ier, le débonnaire (1793-1875), empereur d’Autriche. L’archiduc François-Charles, Metternich et le comte Kollowrath dirigent le conseil de régence (fin en 1848)[36].
- 12 mars, France : rappel de
- , Thiers ministre des Affaires Intérieures, Guizot de l'Instruction Publique[37].
- 13 mars : exil du prétendant à la couronne d'Espagne Don Carlos[38]. Ses partisans continuent la guérilla.
- 13 avril : nouveau statut des Juifs en Russie. Redéfinition de la zone de résidence dans 15 provinces de l’ouest et du sud[39].
- 18 avril : début du second ministère whig de Lord Melbourne, Premier ministre du Royaume-Uni (fin en 1841). Palmerston est aux Affaires étrangères[40].
- Mai : début de règlementation des rapports entre patrons et ouvriers en Russie[41].
- 1er juin (20 mai du calendrier julien) : majorité d’Othon Ier de Grèce[42]. Il gouverne toujours avec les ministres bavarois en excluant les Grecs des centres de décision et des postes principaux de l’armée. Le nouveau régime devient rapidement impopulaire malgré le transfert symbolique de la capitale de Nauplie à Athènes.
- 4 juillet : nouvelle expulsion des jésuites d'Espagne[43].

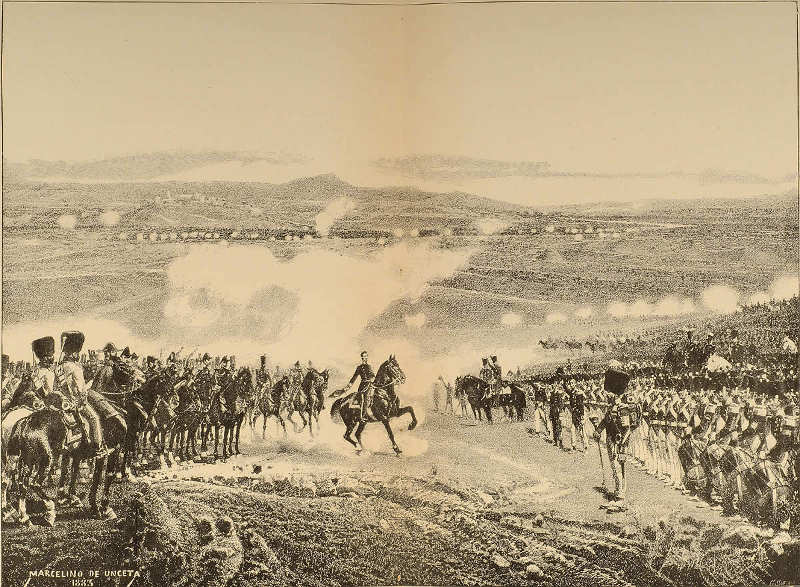
16 juillet : bataille de Mendigorría.

- 16 juillet, première Guerre carliste : défaite carliste à la bataille de Mendigorría (es)[44].
- 28 juillet : attentat de Fieschi, républicain Corse, contre Louis-Philippe[45].
- 7 août (26 juillet du calendrier julien) : parution du nouveau statut des universités en Russie[46]. L’autonomie universitaire est supprimée de fait. Le nouveau statut introduit une chaire de littérature russe et une chaire d’histoire russe à l’université de Moscou[47]. Michel Pogodine obtient la chaire d’histoire.
- 9 septembre :
  - réforme des municipalités au Royaume-Uni, qui permet à la classe moyenne de participer au gouvernement des villes[48].
  - lois répressives contre l'opposition républicaine en France[49].

- Formation à Paris entre 1835 et 1838 par des fils de boyards (Ion Ghica, Constantin A. Rosetti, Nicolae Kretzulescu, Alexandru Ion Cuza, Nicolae Bălcescu) d’un « Cercle révolutionnaire roumain » ou « Cercle du Collège de France » autour de Lamartine, Jules Michelet et Edgar Quinet. Ils rêvent à un État unifié de Moldavie-Valachie indépendant doté d’un gouvernement constitutionnel[50].
- Création d’un comité secret pour examiner la question paysanne en Russie, qui aboutit au projet Kisselev-Speranski qui prévoit l’émancipation des serfs sans terre (sans résultats)[51].

## Naissances en 1835
- 6 janvier : Heinrich Johann Sinkel, peintre néerlandais († 15 janvier 1908).
- 10 janvier : Emmanuel Bocher, officier, auteur et peintre français († 10 octobre 1919).
- 13 janvier : Vassili Petrovitch Verechtchaguine, peintre d'histoire et de portrait russe († 22 octobre 1909).
- 14 janvier : Felix Otto Dessoff, chef d'orchestre et compositeur allemand († 28 octobre 1892).
- 18 janvier : César Cui, compositeur russe († 26 mars 1918).
- 26 janvier : Georges Sartoris, peintre français († 1er mars 1920).
- 1er février : Edward Coremans, homme politique belge († 2 novembre 1910).
- 4 février : Shōka, peintre japonais († 29 décembre 1887).
- 19 février : Emmanuel Lansyer, peintre français († 21 octobre 1893).
- 20 février : Eugène Beauvois, historien et archéologue français († 15 juin 1912).
- 23 février : Bernardo Celentano, peintre italien († 28 juillet 1863).
- 25 février : Michele Cammarano, peintre italien († 15 septembre 1920).
- 26 février : Adolphe Danhauser, musicien, pédagogue, théoricien de la musique et compositeur français († 9 juin 1896).
- 27 février : Hippolyte Sinet, peintre français († 20 février 1920).
- 13 mars : José Ferrer, guitariste espagnol et compositeur pour son instrument († 7 mars 1916).
- 15 mars : Eduard Strauss, compositeur autrichien († 28 décembre 1916).
- 22 mars : Joan Baptista Pujol, pianiste, compositeur et pédagogue espagnol († 1898).
- 23 mars : Alexeï Korzoukhine, peintre russe († 30 octobre 1894).
- 24 mars : August Winding, pianiste et un pédagogue danois († 16 juin 1899).
- 26 mars : Aleksandre Litovtchenko, peintre russe († 28 juin 1890).
- 9 avril : Léopold II de Saxe-Cobourg-Gotha, deuxième roi des Belges († 17 décembre 1909).
- 12 avril : Isidoro Errázuriz, journaliste et homme politique chilien († 12 mars 1898).
- 12 mai : Raphaël Ponson, peintre français († 31 janvier 1904).
- 15 mai : Tirésias Simon Sam, militaire et homme d'État haïtien († 11 mai 1916).
- 27 mai : Henrique Pereira de Lucena, homme politique et magistrat brésilien († 10 décembre 1913).
- 29 mai : Alexandre Morozov, peintre russe, membre de l'Académie impériale des beaux-arts († 11 décembre 1904).
- 5 juin : Amanda Kerfstedt, femme de lettres suédoise († 10 avril 1920).
- 2 juin : Giuseppe Melchiorre Sarto, futur pape Pie X († 20 août 1914).
- 12 juin : Alphonse Monchablon, peintre français († 30 janvier 1907).
- 18 juin : Henry du Boucher, paléontologue, minéralogiste et géologue français († 17 janvier 1891).
- 23 juin : Jean Émile Renié, peintre français († 1910).
- 27 juin : Ottó Herman, scientifique et homme politique hongrois († 27 décembre 1914).
- 10 juillet : Henryk Wieniawski, compositeur polonais († 31 mars 1880).
- 20 juillet : Giuseppe Benassai, peintre et enseignant italien († 5 décembre 1878).
- 2 août : Léon Auguste Tourny, peintre français † 2 août 1911).
- 18 août :
  - Telemaco Signorini, peintre italien († 10 février 1901).
  - Robert Murdoch Smith, archéologue et diplomate britannique († 3 juillet 1900.
- 20 août : Oscar Stoumon, compositeur, critique musical, dramaturge et directeur de théâtre belge († 20 août 1900).
- 23 août : Jules Bara, homme politique belge († 26 juin 1900).
- 7 septembre : Jules Greindl, homme politique belge († 30 juillet 1917).
- 13 septembre : Gustaf Rydberg, peintre de paysages suédois († 11 octobre 1933).
- 28 septembre : Heinrich Lauenstein, peintre allemand († 16 mai 1910).
- 7 octobre : Felix Draeseke, compositeur et pédagogue allemand († 26 février 1913).
- 9 octobre : Camille Saint-Saëns, compositeur français († 16 décembre 1921).
- 10 octobre : François Binjé, peintre belge († 10 mai 1900).
- 13 octobre :
  - François-Alfred Delobbe, peintre naturaliste français († 10 février 1920).
  - Alphonse Milne-Edwards, zoologiste français († 21 avril 1900).
- 19 octobre : Manuel Quintana, avocat et homme politique argentin († 12 mars 1906).
- 23 octobre : Stanislas Lépine, peintre paysagiste français († 28 septembre 1892).
- 9 novembre : Jean-Théodore Radoux, compositeur, bassoniste et pédagogue belge († 20 mars 1911).
- 13 novembre : Alexandre Rachmiel, peintre français († 1er avril 1918).
- 25 novembre : Arthur Sewall, homme politique américain († 5 septembre 1900).
- 27 novembre : Jakub Virgil Holfeld, professeur de piano tchèque († 26 décembre 1920).
- 29 novembre : Cixi, impératrice douairière de Chine de la dynastie Qing († 15 novembre 1908).
- 30 novembre : Mark Twain (Samuel Langhorne Clemens), écrivain américain († 21 avril 1910).
- 13 décembre : Pere Borrell del Caso, peintre, aquarelliste et graveur espagnol († 16 mai 1910).
- 22 décembre : George Monro Grant, pasteur presbytérien, écrivain et militant politique canadien († 10 mai 1902).
- 24 décembre : René Antoine Vinchon, peintre français († 14 novembre 1910).
- 26 décembre : Giovanni Canestrini, naturaliste italien († 14 février 1900).
- 28 décembre : Archibald Geikie, géologue britannique († 10 novembre 1924).
- 29 décembre : Louis de Lyvron, écrivain français († 15 septembre 1894.

## Décès en 1835
- 7 janvier : Élisa Mercœur, poétesse française (° 24 juin 1809).
- 12 janvier : Pierre Joseph Lafontaine, peintre belge (° 18 juillet 1758).
- 15 janvier : Thérésa Cabarrus, princesse de Chimay, surnommée « Notre-Dame de Thermidor » (° 31 juillet 1773).
- 16 janvier : Charles Nicolas Lafond, peintre français (° 1774).
- 20 janvier : Louis Bourdages, homme politique canadien (° 6 juin 1764).
- 2 mars : François Ier, empereur d’Autriche et roi de Hongrie (° 12 février 1768).
- 20 mars : Léopold Robert, graveur et peintre d'origine suisse (° 13 mai 1794).
- 28 mars : Auguste de Leuchtenberg, petit-fils de Joséphine de Beauharnais, duc de Leuchtenberg, duc de Navarre, duc de Santa Cruz (° 9 décembre 1810).
- 1er avril : Bartolomeo Pinelli, peintre italien (° 20 novembre 1781).
- 2 avril : François-Joseph Naderman, compositeur, harpiste, facteur, éditeur de musique et professeur de harpe français (° 5 août 1781).
- 4 avril : Hippolyte Poterlet, peintre, et graveur français (° 29 mai 1803).
- 8 avril : Wilhelm von Humboldt, philosophe, philologue, érudit et diplomate allemand (° 22 juin 1767).
- 13 mai : John Nash, architecte et urbaniste britannique (° 18 janvier 1752).
- 4 juin : Robert Bowyer, peintre britannique (° 18 juin 1758).
- 6 juillet : John Marshall, juriste et homme politique américain (° 24 septembre 1775).
- 20 juillet : François Alday, violoniste, organiste, chef d'orchestre et compositeur français (° 1763).
- 22 juillet : Vitale Sala, peintre italien (° 17 avril 1803).
- 5 août : Leopoldo Nobili, physicien italien (° 1784).
- 6 août : Thomas Riboud, magistrat et homme politique français (° 24 octobre 1755).
- 13 août : Samuel William Reynolds, peintre et graveur britannique (° 4 juillet 1773).
- 16 août : Jean-Baptiste Mallet, peintre français (° 1759).
- 20 août : Louis-Antoine Beaunier, ingénieur, pionnier du chemin de fer et de la sidérurgie (° 15 janvier 1779).
- 23 septembre : Vincenzo Bellini, compositeur italien (° 30 novembre 1801).
- 2 octobre : Franz Burchard Dörbeck, artiste et caricaturiste germano-balte (° 21 février 1799).
- 27 octobre : Charles Letombe, architecte français (° 6 juillet 1782).
- 3 novembre : Giacomo Guardi, peintre italien (° 13 avril 1764).
- Vers 1835 :
- Giuseppe Pirovani, peintre italien de la période néoclassique (° vers 1755).